# Oospila jaspidata
Oospila jaspidata är en fjärilsart som beskrevs av W. Warren 1897. Oospila jaspidata ingår i släktet Oospila och familjen mätare. Inga underarter finns listade i Catalogue of Life.